# طواف إيطاليا 1912
طواف إيطاليا 1912 هو سباق دراجات هوائية أقيم بتاريخ 19 مايو – 4 يونيو، تكون السباق من 9 مراحل وامتدّ لمسافة 2439.6 كم بسرعة 27.323 كم/س، استغرق السباق 100 ساعة 02 دقيقة 57 ثانية.